# Wahlbezirk Österreich ob der Enns 10
Der Wahlbezirk Österreich ob der Enns 10 war ein Wahlkreis für die Wahlen zum Abgeordnetenhaus im österreichischen Kronland Österreich ob der Enns (Oberösterreich). Der Wahlbezirk wurde 1907 mit der Einführung der Reichsratswahlordnung geschaffen und bestand bis zum Zusammenbruch der Habsburgermonarchie.

## Geschichte
Nachdem der Reichsrat im Herbst 1906 das allgemeine, gleiche, geheime und direkte Männerwahlrecht beschlossen hatte, wurde mit 26. Jänner 1907 die große Wahlrechtsreform durch Sanktionierung von Kaiser Franz Joseph I. gültig. Mit der neuen Reichsratswahlordnung schuf man insgesamt 516 Wahlbezirke, wobei mit Ausnahme Galiziens in jedem Wahlbezirk ein Abgeordneter im Zuge der Reichsratswahl gewählt wurde. Der Abgeordnete musste sich dabei im ersten Wahlgang oder in einer Stichwahl mit absoluter Mehrheit durchsetzen. Der Wahlbezirk Österreich ob der Enns 10 umfasste die Gerichtsbezirke Engelszell, Raab und Peuerbach.
Aus der Reichsratswahl 1907 ging Johann Eisterer (Katholisch-Konservative Partei bzw. Christlichsoziale Partei) als Sieger hervor. Er konnte sein Mandat bei der Reichsratswahl 1911 erfolgreich verteidigen. Zweitstärkste Kraft im Wahlbezirk war der von der Deutschen Volkspartei unterstützte Oberösterreichische Bauernverein.

## Wahlen

### Reichsratswahl 1907
Die Reichsratswahl 1907 wurde am 14. Mai 1907 (erster Wahlgang) durchgeführt. Eine Stichwahl entfiel auf Grund der absoluten Mehrheit für Johann Eisterer im ersten Wahlgang.
| Kandidat                                                                     | Partei                             | Wahlkreis- stimmen | Stimmen- anteil |
| ---------------------------------------------------------------------------- | ---------------------------------- | ------------------ | --------------- |
| Johann Eisterer                                                              | Katholisch-Konservative Partei     | 6238               | 86,3 %          |
| Puttinger                                                                    | Oberösterreichischer Bauernverein  | 524                | 7,3 %           |
| Meier                                                                        | Deutschnationale Partei            | 196                | 2,7 %           |
| Anton Weiguny                                                                | Sozialdemokratische Arbeiterpartei | 109                | 1,5 %           |
|                                                                              | Deutsche Fortschrittspartei        | 34                 | 0,5 %           |
|                                                                              | Sonstige                           | 124                | 1,7 %           |
| Wahlberechtigte: 8031, Ungültige/Leere Stimmen: 151, Wahlbeteiligung: 91,8 % |                                    |                    |                 |

### Reichsratswahl 1911
Die Reichsratswahl 1911 wurde am 13. Juni 1911 (erster Wahlgang) durchgeführt. Die Stichwahl entfiel auf Grund des absoluten Mehrheit von Johann Eisterer im ersten Wahlgang.
| Kandidat                                                                     | Partei                             | Wahlkreis- stimmen | Stimmen- anteil |
| ---------------------------------------------------------------------------- | ---------------------------------- | ------------------ | --------------- |
| Johann Eisterer                                                              | Christlichsoziale Partei           | 6043               | 84,2 %          |
| Ferdinand Grahamer                                                           | Oberösterreichischer Bauernverein  | 758                | 10,6 %          |
| Lehner                                                                       | Sozialdemokratische Arbeiterpartei | 171                | 2,4 %           |
|                                                                              | Sonstige                           | 204                | 2,8 %           |
| Wahlberechtigte: 8099, Ungültige/Leere Stimmen: 265, Wahlbeteiligung: 91,9 % |                                    |                    |                 |